# Les Secrets de la mer Noire
 (juillet 2012).
Si vous disposez d'ouvrages ou d'articles de référence ou si vous connaissez des sites web de qualité traitant du thème abordé ici, merci de compléter l'article en donnant les références utiles à sa vérifiabilité et en les liant à la section « Notes et références ».
Les Secrets de la mer Noire est la quarante-cinquième histoire de la série Les Aventures de Buck Danny de Francis Bergèse et Jacques de Douhet.
Elle est publiée pour la première fois dans le journal Spirou du no 2903 au no 2914. Puis est publiée sous forme d'album en 1994.

## Résumé
À la fin de la Guerre froide, le colonel Buck Danny est chargé d'une mission secrète pour le compte de l'amiral Farell. Il doit se rendre en URSS, alors en pleine Perestroïka, sous une fausse identité pour glaner des informations sur le dernier projet de la marine soviétique, une nouvelle classe de porte-avions avec en tête de proue l'Amiral Kuznetsov. De leurs côtés, Sony et Tumbler sont déployés sur un destroyer américain en mer Noire.

## Contexte historique
Comme souvent dans Les Aventures de Buck Danny, la date n'est pas mentionnée. Toutefois l'intrigue permet d'en déduire une période allant de 1989 à 1991. On y évoque (planche 14) un ministre nommé Pugo, qui pourrait être Boris Pougo : il confirme l'ordre de tirer des missiles sur l'avion piloté par Igor Alexenko et transportant Buck Danny. Il est donc question de la fin de l'URSS et des derniers évènements complexes et méconnus de la Guerre froide.
La perestroïka est le nom donné aux réformes économiques et sociales menées par le président de l'URSS Mikhaïl Gorbatchev en Union soviétique d'avril 1985 à décembre 1991, selon trois axes prioritaires respectivement économique, social et éthique : l'accélération, la démocratisation et la transparence.
Gorbatchev entre en conflit avec Boris Eltsine, ancien secrétaire du Parti pour la région de Moscou, qui exige la fin du monopole du Parti communiste sur le pouvoir et le pluripartisme dans les élections. À la fin de la décennie 1980 et à la faveur de la transparence (Glasnost), les identités nationales des pays non-russes de l’Union, jusque-là étouffées et victimes de la russification, s’organisent contre le pouvoir central en mouvements autonomistes, puis indépendantistes, et finissent par l’emporter d’abord dans les pays baltes, puis en Ukraine, en Moldavie, dans le Caucase et dans certaines républiques d’Asie centrale comme le Tadjikistan. Les autres soutiennent la nouvelle fédération promue par Gorbatchev. Le mouvement centrifuge n’est pas unanime : dans les républiques indépendantistes, des régions pro-russes exigent de rester soviétiques (Crimée en Ukraine, Transnistrie et Gagaouzie en Moldavie, Abkhazie et Ossétie du Sud en Géorgie) : pour y parvenir, elles font sécession contre leur République.
Cette situation chaotique provoque la rupture entre Gorbatchev et l’opinion publique russe : le tout nouveau président de l’Union soviétique doit affronter les conservateurs, dirigés par Egor Ligatchev, secrétaire du Comité Central et membre du Politburo, et les partisans de la liquidation du régime, dirigés par Boris Eltsine. La dynamique centrifuge ne peut plus être arrêtée. Le résultat est l’effondrement de toute l’économie soviétique dans une pénurie aggravée, le déclenchement de plusieurs conflits armés notamment dans le Caucase, un coup d’état raté des conservateurs, et la dislocation de l'URSS.

## Personnages
Les trois héros (Buck Danny, Sony Tuckson, Jerry Tumbler) sont de nouveau au rendez-vous de l'aventure.
Tumbler a été (enfin) promu au grade supérieur (Major USAF).
L'amiral Halbert 'Hal' Walker et son chien O'Connor sont également de la partie.
S’ajoutent à eux de nouveaux personnages originaux, qui seront entrevus uniquement dans cet album.
- Farell, Amiral (US Navy) Chef des Opérations navales, et dont la physionomie est très proche de celle de l'authentique C.N.O. de l'époque, l'amiral Frank Kelso (en).
- Smight, sénateur et ingénieur chez Grumman ; candidat présumé à la présidence des États-Unis.
- Igor Alexenko, Russe, officier de marine, pilote d'aéronautique navale (chasse embarquée) ; se présentant comme capitaine, mais portant des galons de capitaine de 3e rang (capitaine de corvette, ou OF-3 de la classification Otan).
- Frondze, Amiral (marine russe), commandant en chef de la Flotte de la mer Noire ; pavillon à bord du porte-avions "Kousnetzov" (sic).
- Tumbler, Russe, officier de marine, pilote d'aéronautique navale (chasse embarquée : Sukhoï Su-27). D'origine allemande (des Boucles de la Volga). Rejoindra les factieux, conservateurs de la ligne dure du régime communiste de l'Union soviétique.
- Stornik, Russe, officier de marine, capitaine de 2e rang (capitaine de frégate, ou OF-4 de la classification Otan), commandant du navire spécial du KGB, le Ladoznskoye. Acteur local de la ligne dure des conservateurs.
- Platypov, officier de marine (marine russe), enseigne de vaisseau (OF-1 de la classification Otan) ; de nationalité ukrainienne. Opposé à la ligne dure des conservateurs, il est l'agent Nicolayev 17, au profit de l'US Navy, et se révélera indépendantiste ukrainien.
- Cody, Commander (US Navy) commandant le destroyer DD-971 USS David R. Ray (alias David W. Ray, dans l'épisode).

## Avions
Bon nombre d'aéronefs sont visibles. Des chasseurs russes et américains, aux voilures tournantes en passant par les très rares Ekranoplanes.

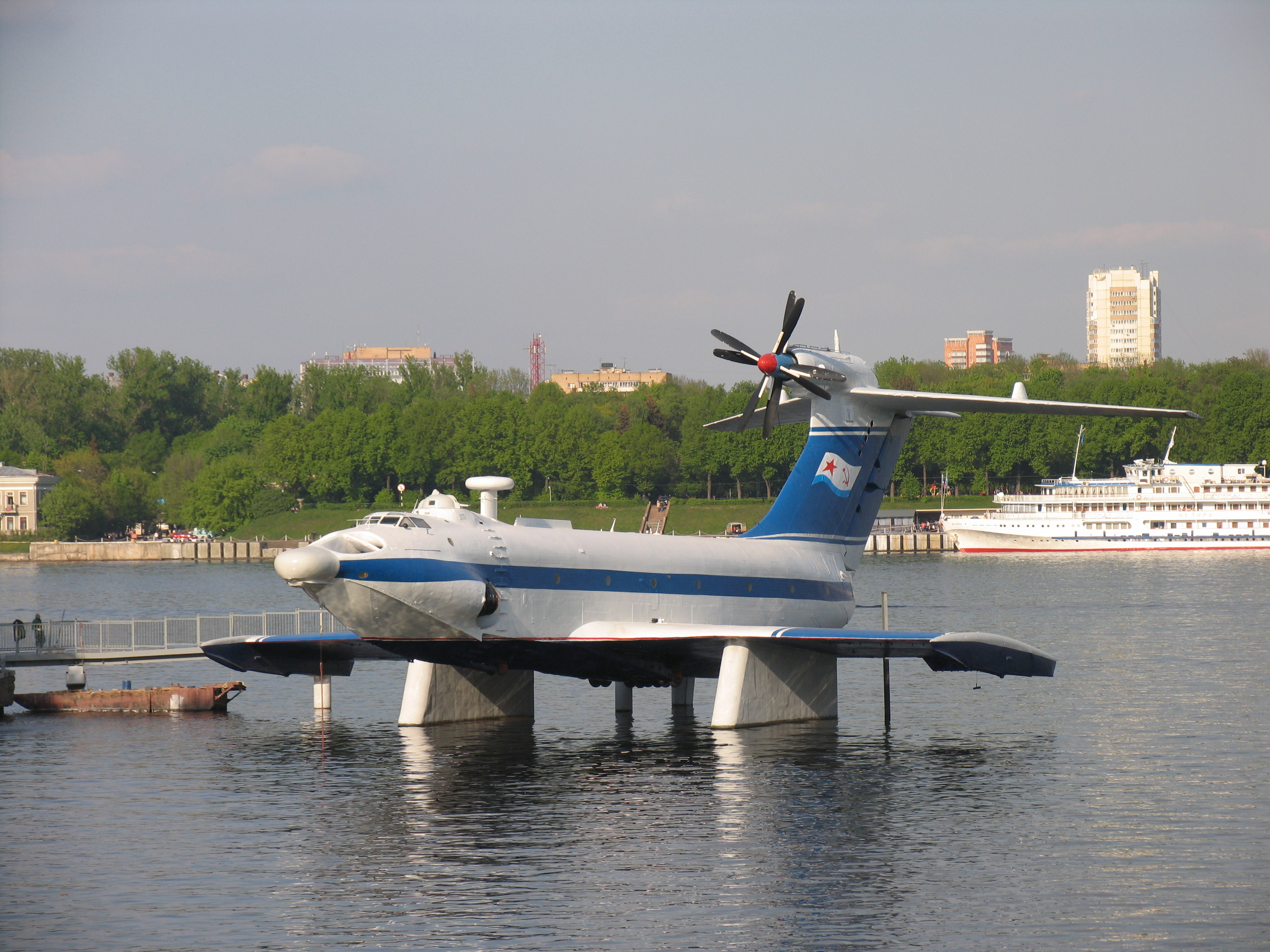
A-90 Orlyonok

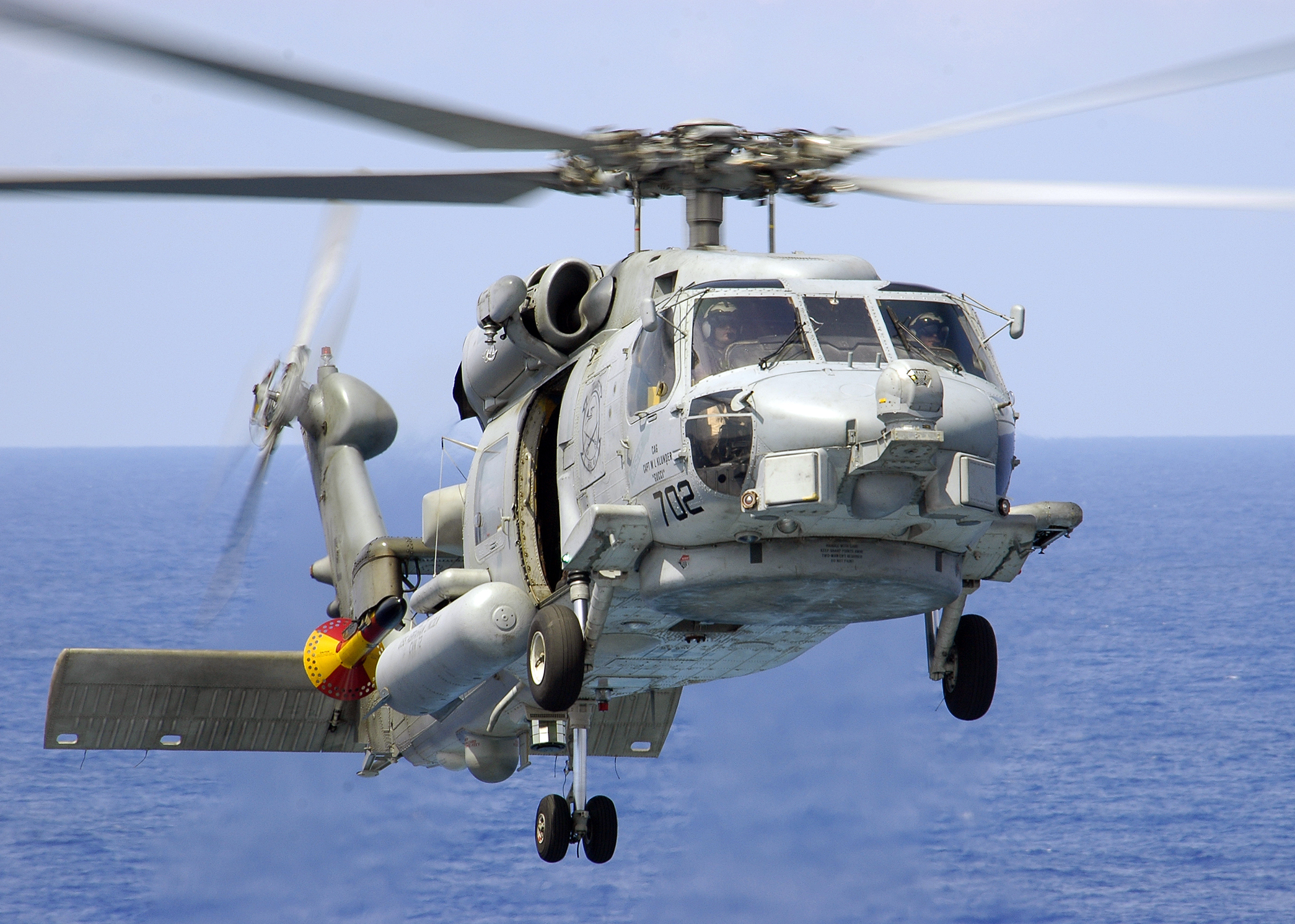
SH-60B Seahawk

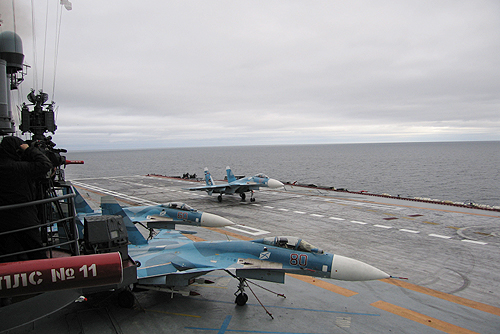
Sukhoi Su-27K sur le pont de l'Amiral Kuznetsov

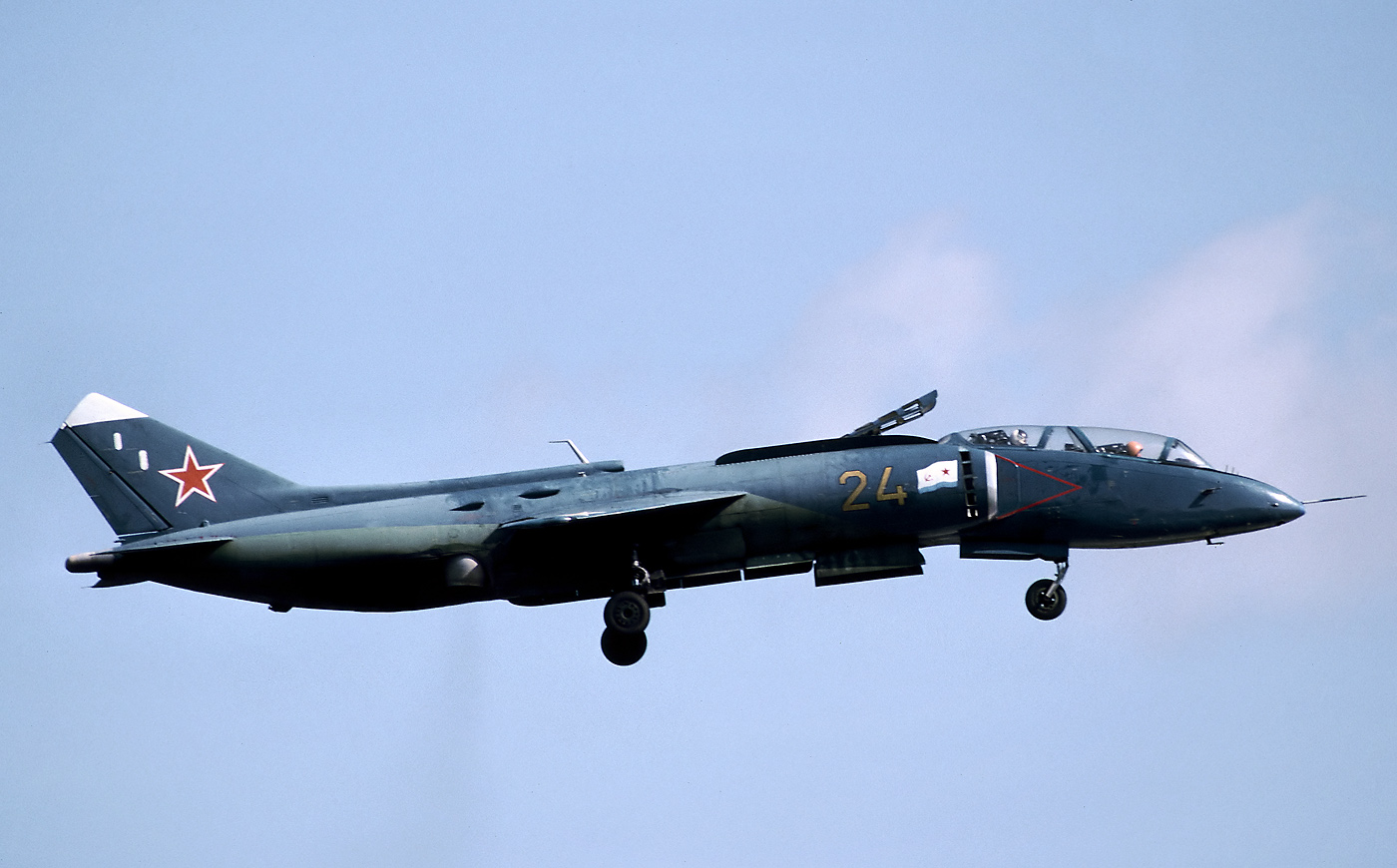
Yak-38UV Forger B

- Grumman A-6 Intruder
- Boeing B-52H Stratofortress
- Grumman E-2C Hawkeye
- Rockwell B-1 Lancer
- Grumman F-14 Tomcat
- Sikorsky SH-3 Sea King
- McDonnell Douglas F/A-18 Hornet
- Boeing 707 Air Force One
- MiG-29
- Tupolev Tu-160
- Sukhoï Su-27K
- Iliouchine Il-76
- Beriev A-50
- Mil Mi-24
- Kamov Ka-25
- Yakovlev Yak-38UV Forger B
- Yakovlev Yak-38 Forger A
- MiG-27
- Sikorsky SH-60B Sea Hawk
- Sukhoï Su-27
- Alekseyev A-90 Orlyonok

## Navires
- Porte-avions Theodore Roosevelt (orthographié, au début, "Théodore...").

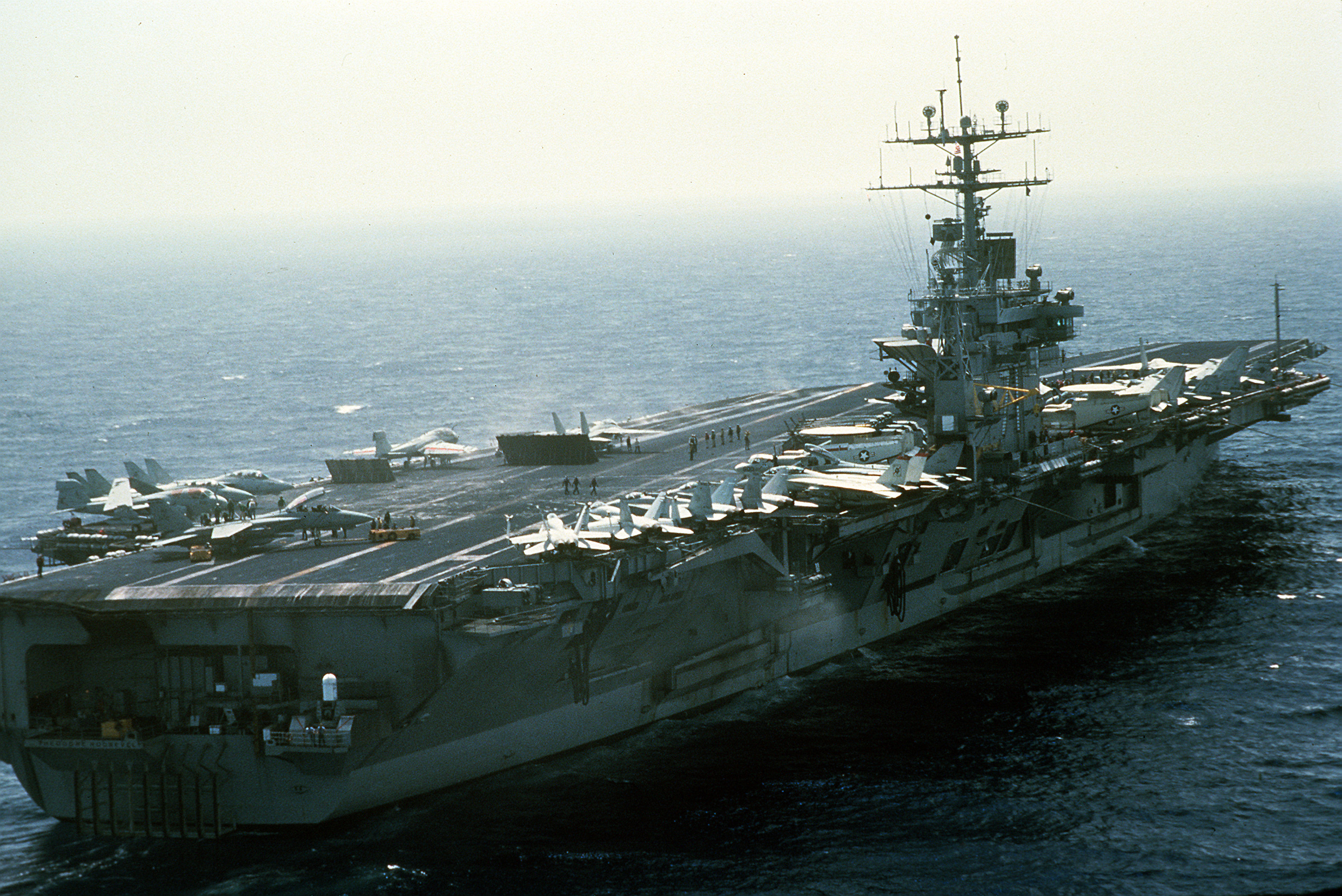
USS Theodore Roosevelt (CVN-71)

- Destroyer USS David R. Ray (en) de Classe Spruance.
 Bien que nommé dans l'épisode David W. Ray, il s'agit bien du même destroyer, le DD-971 (sans erreur sur son numéro de coque).le destroyer USS David R. Ray (DD-971)

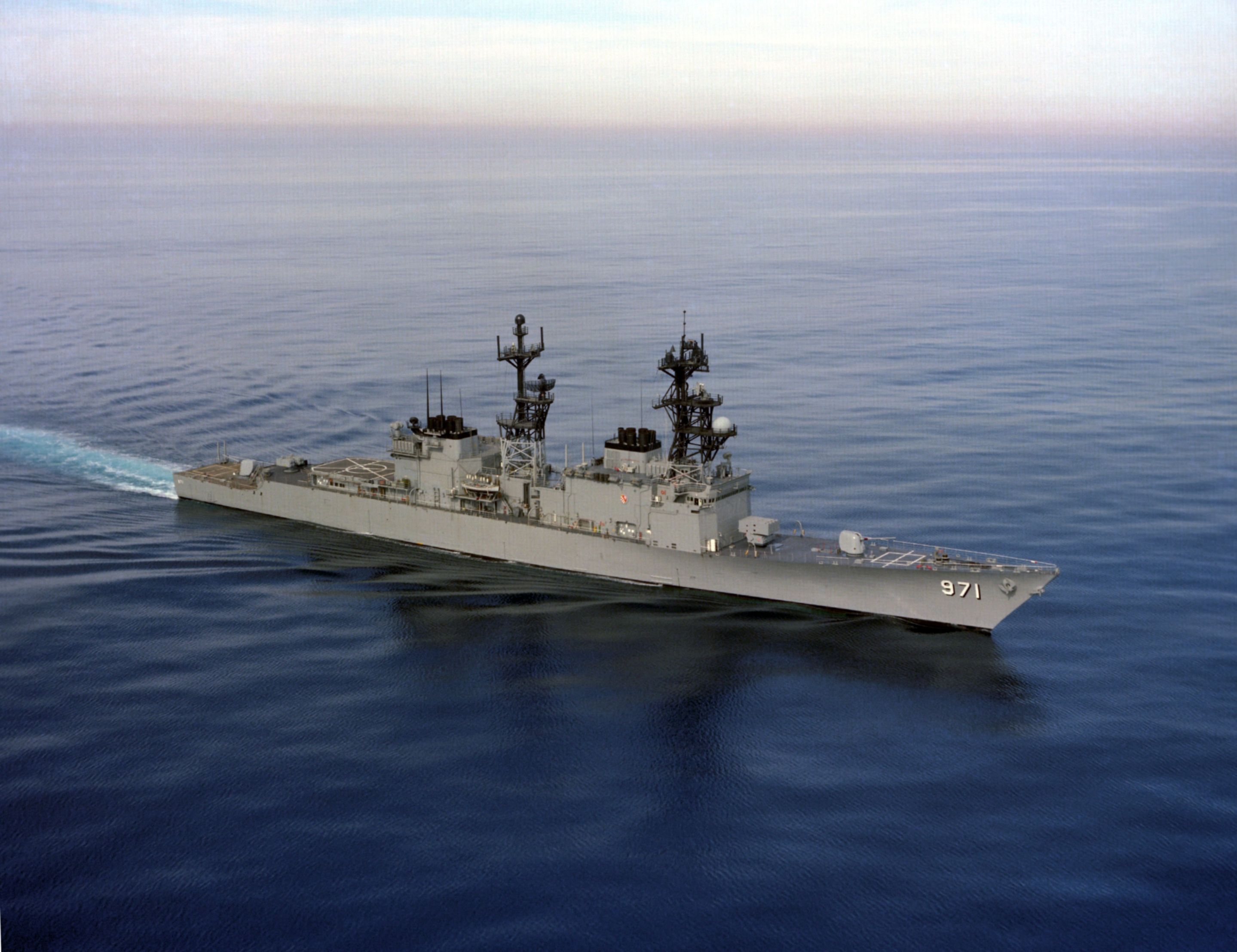
le destroyer USS David R. Ray (DD-971)

- Porte-avions Kousnetzov (sic)
Ce bâtiment représente évidemment (mais avec une orthographe différente et raccourcie) le porte-avions soviétique (puis russe) Amiral Kouznetsov.L'Amiral Kouznetsov, modèle du Kousnetzov de l'épisode, portant le numéro de coque "113", fidèlement reproduit dans la BD

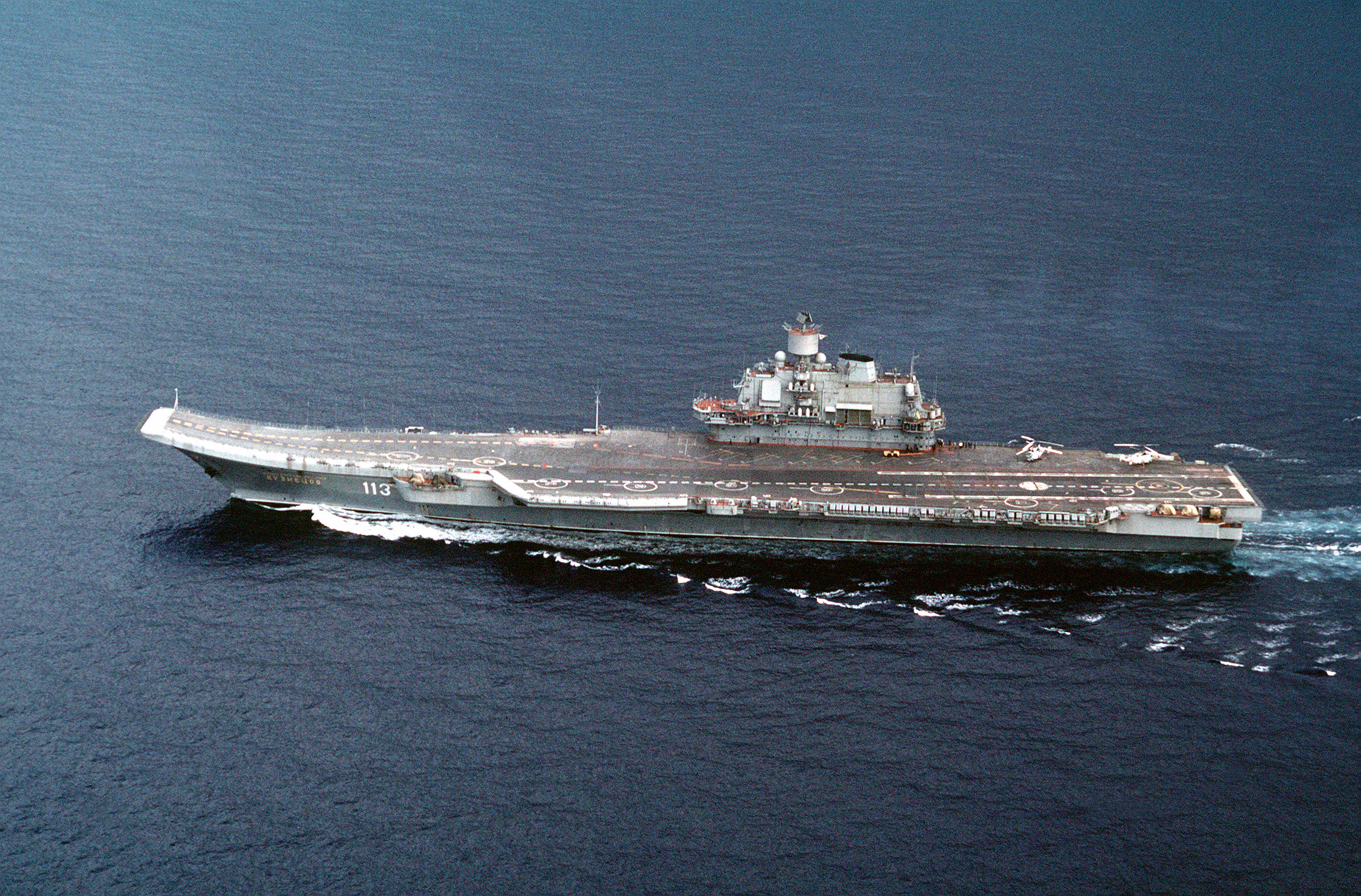
LAmiral Kouznetsov, modèle du Kousnetzov de l'épisode, portant le numéro de coque "113", fidèlement reproduit dans la BD

- Frégate lance-missiles, Classe Krivak, numéro de coque "700".
- Navire espion du KGB Ladoznskoye.

## Publication